# Askar Khan Afshar

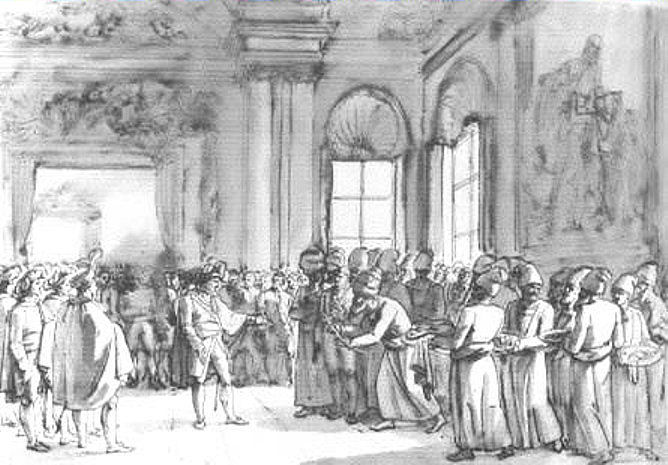
Askar Khan Afshar reçu par Napoléon Ier au château de Saint-Cloud, le 4 septembre 1808, par Benjamin Zix.

Askar Khan Afshar (persan : عسکر خان افشار) était un ambassadeur perse envoyé à Paris pendant la période de l'alliance franco-perse. Il est arrivé à Paris le 20 juillet 1808 et a rencontré Napoléon le 4 septembre 1808 au château de Saint-Cloud. Il est parti en avril 1810, la Perse s'alliant à son tour avec la Grande-Bretagne puis devenant ennemi de la France durant les guerres napoléoniennes.
La présence d'Askar Khan Afshar à Paris a en partie coïncidé avec celle de l'ambassadeur ottoman Muhib Efendi (en).
En 1817, Askar Khan Afshar fut désigné comme mandmandar, c'est-à-dire un guide officiel de l'ambassade de Russie dirigé par le général Alexis Iermolov.